# Claudio Caamaño Grullón
Claudio Caamaño Grullón (21 de febrero de 1938–22 de marzo de 2016) fue un héroe de la gesta constitucionalista durante la Guerra de abril de 1965 y combatiente de la Playa Caracoles en 1973 junto Francisco Alberto Caamaño Deñó y otros guerrilleros. 

## Infancia y juventud
Claudio Antonio Caamaño Grullón nació el 21 de febrero de 1938. Sus padres fueron el coronel César Caamaño Mella, del Ejército Constitucionalista de San Pedro de Macorís, y Antonia Grullón Morel, de Juan Gómez, Montecristi. Siendo hijo de un militar, sus estudios primarios y secundarios los cursó en varios pueblos del país. estudió ingeniería civil en la Universidad de Santo Domingo. En 1957 fue detenido con arresto domiciliario en la finca de su abuelo donde estuvo hasta el fallecimiento del dictador Rafael Leónidas Trujillo. Ingresó a la Policía Nacional el 22 de octubre de 1962 como segundo teniente siendo recomendado por el Coronel y primo Francisco Caamaño.

## Participación en el gobierno constitucionalista
Se unió y enfrentó el nuevo intento  de ocupación militar por tropas estadounidenses durante la Guerra de abril de 1965, Donde tuvo el rango de primer teniente P.N. El 27 de abril de 1965 durante la batalla del Puente Duarte fue ascendido en el ejército constitucionalista como mayor. y Donde fungió como jefe de Inteligencia y de Contrainteligencia. También fue miembro del Estado Mayor del Gobierno Constitucional de la República en Armas del gobierno de Francisco Caamaño Deñó.

## En la guerrilla
Claudio Caamaño se encargó de la inteligencia, enfermería y logística de la guerrilla. Pasó gran parte de su vida privada y publica junto a Francisco Caamaño hasta su fallecimiento el 16 de febrero de 1973.

## Vida posterior
Dirigió un movimiento contra el gobierno de Joaquín Balaguer en 1975, y fue capturado el 1 de octubre del mismo año. Murió en Santo Domingo el 22 de marzo de 2016 a los 78 años de edad, tras sufrir un accidente de automovilístico en la Provincia Peravia. Al ser trasladado a Santo Domingo para recibir atenciones médicas, fue rechazado por cuatro centros de salud. Por esta razón, no fue ingresado hasta pasadas cinco horas luego del accidente.
|  |                                            |  |  |  |  |  |  |  |  |  |  |  |  |  |  |  |
|  | 16. Ramón Caamaño García                   |  |  |  |  |  |  |  |  |  |  |  |  |  |  |  |
|  |                                            |  |  |  |  |  |  |  |  |  |  |  |  |  |  |  |
|  |                                            |  |  |  |  |  |  |  |  |  |  |  |  |  |  |  |
|  | 8. Álvaro Caamaño Sanjurjo                 |  |  |  |  |  |  |  |  |  |  |  |  |  |  |  |
|  |                                            |  |  |  |  |  |  |  |  |  |  |  |  |  |  |  |
|  |                                            |  |  |  |  |  |  |  |  |  |  |  |  |  |  |  |
|  | 17. Rita Sanjurjo                          |  |  |  |  |  |  |  |  |  |  |  |  |  |  |  |
|  |                                            |  |  |  |  |  |  |  |  |  |  |  |  |  |  |  |
|  |                                            |  |  |  |  |  |  |  |  |  |  |  |  |  |  |  |
|  | 4. César Caamaño Medina                    |  |  |  |  |  |  |  |  |  |  |  |  |  |  |  |
|  |                                            |  |  |  |  |  |  |  |  |  |  |  |  |  |  |  |
|  |                                            |  |  |  |  |  |  |  |  |  |  |  |  |  |  |  |
|  | 18. Julián Medina Báez                     |  |  |  |  |  |  |  |  |  |  |  |  |  |  |  |
|  |                                            |  |  |  |  |  |  |  |  |  |  |  |  |  |  |  |
|  |                                            |  |  |  |  |  |  |  |  |  |  |  |  |  |  |  |
|  | 9. Josefa Medina Báez                      |  |  |  |  |  |  |  |  |  |  |  |  |  |  |  |
|  |                                            |  |  |  |  |  |  |  |  |  |  |  |  |  |  |  |
|  |                                            |  |  |  |  |  |  |  |  |  |  |  |  |  |  |  |
|  | 19. Catalina Báez Tejeda                   |  |  |  |  |  |  |  |  |  |  |  |  |  |  |  |
|  |                                            |  |  |  |  |  |  |  |  |  |  |  |  |  |  |  |
|  |                                            |  |  |  |  |  |  |  |  |  |  |  |  |  |  |  |
|  | 2. César Caamaño Mella                     |  |  |  |  |  |  |  |  |  |  |  |  |  |  |  |
|  |                                            |  |  |  |  |  |  |  |  |  |  |  |  |  |  |  |
|  |                                            |  |  |  |  |  |  |  |  |  |  |  |  |  |  |  |
|  | 5. Rafaela Mella                           |  |  |  |  |  |  |  |  |  |  |  |  |  |  |  |
|  |                                            |  |  |  |  |  |  |  |  |  |  |  |  |  |  |  |
|  |                                            |  |  |  |  |  |  |  |  |  |  |  |  |  |  |  |
|  | 1. Claudio Antonio Caamaño Grullón (*1951) |  |  |  |  |  |  |  |  |  |  |  |  |  |  |  |
|  |                                            |  |  |  |  |  |  |  |  |  |  |  |  |  |  |  |
|  |                                            |  |  |  |  |  |  |  |  |  |  |  |  |  |  |  |
|  | 3. Antonia Celeste Grullón Morel           |  |  |  |  |  |  |  |  |  |  |  |  |  |  |  |
|  |                                            |  |  |  |  |  |  |  |  |  |  |  |  |  |  |  |
|  |                                            |  |  |  |  |  |  |  |  |  |  |  |  |  |  |  |